# 군의 표현
군의 표현(表現, 영어: representation)은 군론에서, 군을 벡터 공간의 일반선형군의 부분군으로 나타내는 군 준동형이다. 이를 사용하여, 군론의 문제를 선형대수학적 기법으로 다룰 수 있다.

## 정의
군 G의 체 K 상의 벡터 공간 V에 대한 표현은 G에서 일반선형군 GL(V) 로의 군 준동형을 말한다. 즉, 표현이란 다음의 사상
{\displaystyle D\colon G\to \mathop {GL} (V)}
로서 G의 임의의 원소 g1 와 g2 에 대하여 아래의 두 조건을 만족하는 것을 말한다.
1. {\displaystyle D(e)=1}
2. {\displaystyle D(g_{1}g_{2})=D(g_{1})D(g_{2})}

여기서, e는 G의 항등원, 1 은 GL(V)의 항등원이다. 즉, 항등원은 항등원으로 대응되고, 군의 구조가 보존이 되는 것을 요구한다.
만약 표현이 단사 함수라면, 충실한 표현(忠實한表現, 영어: faithful representation)이라고 한다.
표현으로 얻어지는 연산자들이 작용하는 벡터 공간 V를 표현 공간(영어: representation space)이라 하고, V의 (벡터 공간으로서의) 차원을 이 표현의 차원(dimension) 이라고 한다. 기호의 남용으로서, G에서 GL(V) 로의 사상이 무엇인지가 명확할 때에는 V를 G의 표현이라 부르기도 한다.
V 가 유한한 차원 n 일 때에는 n 을 차수(degree)라 부르기도 한다. 이 때에는,  V의 기저를 하나 선택하여 GL(V)를 K 상의 n×n 가역행렬들의 군 GL(n, K) 와 동일시하는 것이 일반적이다.
G 가 위상군이고 V 가 위상 벡터 공간일 경우, G의 V에 대한 표현 D 가 연속 표현(連續表現, 영어: continuous representation)이라는 것은
{\displaystyle {\begin{array}{lll}\Phi :&G\times V&\to V\\&(g,v)&\mapsto D(g)v\end{array}}}
로 정의된 함수 Φ 가 연속 함수인 경우를 말한다.

## 동등한 표현
두 표현 D1 : G → GL(V1) 와 D2 : G → GL(V2) 가 동등하다는 것은 벡터 공간 V1 와 V2 사이에 동형 사상 A : V1 → V2 가 있어, G의 모든 원소 g에 대해
{\displaystyle D_{2}(g)A=AD_{1}(g)\;}
를 만족하는 것을 말한다. 만약 두 표현의 표현 공간이 같은 경우, 위는 간단히
{\displaystyle D_{2}(g)=AD_{1}(g)A^{-1}\;}
로 쓸 수 있다. 여기서 연산자 A를 엮음 연산자(영어: intertwining operator)라 하기도 한다.

## 불변 부분 공간과 기약 표현
벡터 공간 V의 부분 공간 W 가 군 G의 작용에 대해 불변(不變, 영어: invariant)이라는 것은 부분 공간 위의 임의의 벡터에 어떠한 D(g)를 작용시켜도 벡터가 부분 공간 위에 남아있는 부분 공간을 말한다. 즉, G의 모든 원소 g에 대해
{\displaystyle D(g)W\subseteq W}
이 성립하면 W를 불변부분공간(不變部分空間, invariant subspace)이라 한다.
약분 가능 표현(영어: reducible representation)은 불변 부분 공간이 존재하는 표현이다. 약분 가능 표현이 아닌 표현은 기약 표현이라고 한다.

## 응용
군 표현론은 물리학에서 물리적 계의 대칭군과 그 계를 기술하는 방정식의 해의 관계를 탐구하면서 널리 응용된다. 특히, 양자역학에서, 상태공간인 힐베르트 공간은 계의 대칭군의 표현을 이룬다.

## 같이 보기
- 슈어 보조정리
- 슈어 직교정리
- 군 표현의 지표
- 리 대수의 표현

## 참고 문헌
- 박승안 (2004년 3월). 《有限群의 表現論》. 경문사. ISBN 10-8972827053 |isbn= 값 확인 필요: length (도움말).[깨진 링크(과거 내용 찾기)]
- 계승혁 (1998년 4월). 《군과 조화해석》. 대우학술총서 자연과학 120. 민음사. ISBN 10-8937436205 |isbn= 값 확인 필요: length (도움말).
- 양재현 (1998년 11월). 《Lie 군의 표현론》. 민음사. ISBN 10-8937436205 |isbn= 값 확인 필요: length (도움말).
- Fulton, William; Harris, Joe (1991). 《Representation Theory: A First Course》. Graduate Texts in Mathematics (영어) 129. Springer. doi:10.1007/978-1-4612-0979-9. ISBN 978-0-387-97495-8.
- Chen, Jin-Quan; Ping, Jialun; Wang, Fan (2002년 8월). 《Group representation theory for physicists》 (영어) 2판. Singapore: World Scientific. ISBN 978-981-238-065-4. 2021년 4월 27일에 원본 문서에서 보존된 문서. 2013년 1월 14일에 확인함.
  - 응집물질물리학에 대한 응용.
- Georgi, Howard (1999년 10월). 《Lie algebras in particle physics: From isospin to unified theories》. Frontiers in Physics. Boulder, Colorado: Westview Press. ISBN 9780738202334. 2013년 8월 23일에 원본 문서에서 보존된 문서. 2013년 1월 14일에 확인함.
  - 입자물리학에 대한 응용.